# Плотт, Николас
Николас Плотт (англ. Nicolas Plott; род. 11 августа 1984, Гренобль, Франция), более известный под своим никнеймом Tasteless, — американский профессиональный киберспортивный комментатор, занимающийся комментированием турниров по StarCraft и StarCraft II. В настоящее время совместно с Дэниелем «Artosis» Стемкоски занимается комментированием матчей AfreecaTV Global StarCraft II league.

## Ранняя жизнь
Плотт родился в Гренобле, Франция. Рос в Канзас-Сити в штате Канзас США. После окончания школы он поступил в Университет Реджиса, где учился философии и психологии, а также был членом команды в парламентских дебатах. Он раздумывал получить степень доктора философии по философии и выучиться на юриста, но вместо этого посвятил свою жизнь StarCraft.

## Карьера в StarCraft

### Игрок
Николас со своим младшим братом Шоном купил копию StarCraft в местном магазине компьютерных игр в 1998 году, услышав о популярности игры. Братья играли в неё по очереди, давая друг другу советы по игре. Они пытались играть на любительском уровне через Интернет, однако им мешала медленная скорость соединения. Они посетили близлежащее интернет-кафе, в котором познакомились с ребятами лет на пять постарше их и проиграли им. Это поражение и сопутствующий ему трэш-ток зародили в братьях желание учиться играть лучше, несмотря на то, что они никогда не возвращались в это кафе.
С появлением широкополосного интернет-соединения братья начали играть в StarCraft профессионально на корейских серверах. Они участвовали и выигрывали в турнирах, пока учились в старшей школе. Николас продолжал играть в игру и после поступления в колледж.

### Комментатор
Проиграв своему брату в финале World Cyber Games 2005, Николас посетил остальные игры турнира в качестве зрителя. Разочаровавшись в том, насколько не искушены комментаторы матчей в тонкостях игрового процесса, он попросил организаторов разрешить ему комментировать матчи, на что получил согласие. В дальнейшем он многократно получал предложения комментировать различные матчи в Европе, Японии и Сингапуре, но без оплаты.
Когда Плотт учился в последнем семестре колледжа, к нему, в рамках своей стратегии по расширению влияния, обратилась корейская телевещательная компания GOM TV и пригласила обеспечить недавно анонсированный StarCraft II англоязычным комментированием. Плотт увидел в этом возможность связать свою дальнейшую карьеру со StarCraft, поэтому он бросил обучение в колледже и поехал в Сеул, став первым западным комментатором StarCraft в Южной Корее.

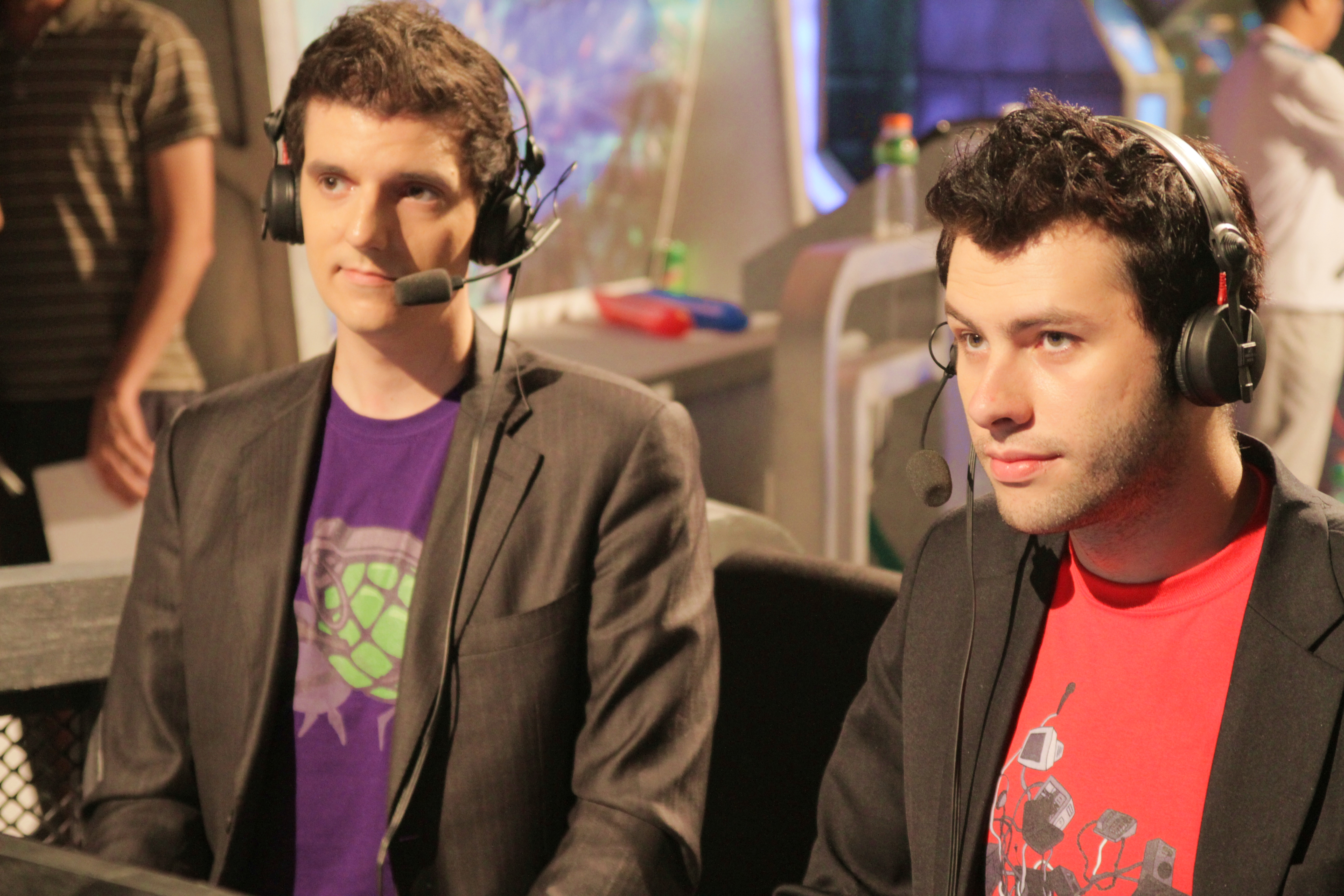
Artosis и Tasteless (справа) на корейском турнире по StarCraft в 2011 году

В Корее Плотт ночевал в гостях у своих друзей и работал комментатором везде, где выдавалась возможность. К выходу StarCraft II Плотт и другой живущий в Сеуле американский комментатор, Дэниел Стемкоски, независимо друг от друга набрали значительное число поклонников, чем вызвали интерес коммерческих телевещательных компаний. Они начали комментировать матчи вдвоём и обрели известность под совместным псевдонимом Tastosis, являющимся словослиянием их ников Tasteless и Artosis. До сотрудничества Дэн и Ник уже были знакомы друг с другом благодаря своему киберспортивному прошлому, но друзьями стали только в Корее. Журнал Polygon объясняет их успех взаимодополняющими характерами: Стемкоски энциклопедичен и аналитичен, а Плотт — энергичен и общителен. В июле 2013 года Polygon назвал Tastosis «самым известным комментаторским дуэтом StarCraft 2 в мире». В 2011 году Рич Маккормик из PC Gamer привёл пару в пример того, как киберспорт рождает знаменитостей. Пол Миллер из The Verge назвал Tastosis «первооткрывателями комментирования StarCraft». В 2013 году вышел краудфандинговый документальный фильм об их карьере, названный Sons of StarCraft.
Стемкоски и Плотт готовились к комментированию индивидуально: Стемкоски постоянно смотрел матчи по StarCraft, а Плотт учился комментировать, смотря нетрадиционные виды спорта и изучая главные новости StarCraft. Плотт рассматривает объяснения Tastosis тонкостей тактик игроков в качестве ворот, через которые незнакомые с игрой люди могут войти в StarCraft.
Дуэт комментировал такие турниры, как: европейские финалы 2012 StarCraft II World Championship Series, финалы Австралии и Океании, английские национальные турниры, DreamHack Winter 2011, второй сезон IGN Pro League, Major League Gaming 2012 Spring Arena, Raleigh, и 2011 Orlando. Плотт одним из первых присоединился в киберспортивное агентство eSports Management Group в 2012 году.
Дуэту посвящено два пасхальных яйца в StarCraft II: Heart of the Swarm.
В интервью с Korea Times, Плотт рассказал, что с ранних лет мечтал переехать в Корею, потому что именно с этой страны начались турниры по StarCraft.